# Tested
Tested è un album live del gruppo punk rock, Bad Religion, registrato in diversi concerti negli Stati Uniti d'America, Canada, Germania, Estonia, Danimarca, Italia e Austria nel 1996 e pubblicato il 1º gennaio 1997. Il fatto che rende unico questo album è il modo in cui è stato registrato. Invece dei microfoni con i rumori della folla di sottofondo e gli "studio mobili", il gruppo ha semplicemente registrato gli input. Il risultato è un suono pulito e secco che ritrae accuratamente il suono live dei Bad Religion, senza il rumore della folla. L'album include anche tre nuove canzoni: Dream Of Unity, It's Reciprocal e Tested.

## Tracce
1. Operation Rescue
2. Punk Rock Song
3. Tomorrow
4. A Walk
5. God Song
6. Pity The Dead
7. 1000 More Fools
8. Drunk Sincerity
9. Generator
10. Change Of Ideas
11. Portrait Of Authority
12. What It Is
13. Dream Of Unity
14. Sanity
15. American Jesus
16. Do What You Want
17. Part III
18. 10 In 2010
19. No Direction
20. Along The Way
21. Recipe For Hate
22. Fuck Armageddon
23. It's Reciprocal
24. Struck A Nerve
25. Leave Mine To Me
26. Tested
27. No Control

## Formazione
- Greg Graffin - voce
- Brian Baker - chitarra
- Greg Hetson - chitarra
- Jay Bentley - basso
- Bobby Schayer - batteria